# Ricerca incrementale
In informatica, la ricerca incrementale o suggerimenti istantanei è un metodo di interazione dell'interfaccia utente che implementa una ricerca e un filtraggio progressivo del testo: appena l'utente digita i primi caratteri, uno o più risultati gli sono immediatamente mostrati e sono aggiornati ad ogni cambiamento della stringa di ricerca.
I risultati possono essere non solo vere e proprie occorrenze della chiave all'interno del documento o della base di dati che sono oggetto della ricerca,
ma anche semplici suggerimenti di completamento della parola o della frase parzialmente inserita.
La subitaneità del riscontro dato all'utente gli consente di digitare solo le prime lettere o parole della chiave di ricerca, o ancora di correggerla durante la digitazione, a seconda dei risultati mostrati.

## Applicazione

### Software applicativo testuale
Quasi tutte le applicazioni legate al trattamento di documenti testuali, che vanno dall'editor di testo al visualizzatore di documenti in formato PDF, dal compositore di messaggi email al browser web, integrano funzionalità di ricerca all'interno del documento.
Molte di esse implementano la funzionalità di ricerca istantanea, tipicamente evidenziando tutte le occorrenze della chiave di ricerca.

### Web
Nell'ambito dei motori di ricerca, globali o interni a siti web, i suggerimenti automatici, talvolta chiamata anche instant, sono una funzionalità assai diffusa ed è presente infatti, ad esempio, in Google Search, Bing o DuckDuckGo.
Per questo motivo anche i web browser che integrano un'interfaccia ai motori di ricerca web con supporto alla ricerca istantanea, hanno reso disponibile un'interfaccia al servizio di questi ultimi.
Che sia nella pagina web del motore, o che sia nella barra di ricerca del browser, la lista di suggerimenti è tipicamente visualizzata con un menù a tendina.